# Вербова (притока Кінської)
Вербова(на даний час обмілівша), Балка Вербова — річка в Пологівському та Оріхівському районах Запорізької області, ліва притока Кінської (басейн Дніпра).

## Опис
Довжина річки 35 км, похил річки — 3,0 м/км. Формується з багатьох безіменних струмків та декількох водойм. Площа басейну 225 км².

## Розташування
Бере початок на північно-західній стороні від села Петропавлівка. Тече переважно на північний захід. На деяких ділянках частково пересихає.
Населені пункти вздовж берегової смуги: Андріївське, Романівське, Вербове, Новоданилівка, Оріхів.
Річку перетинає автошляхи Т 0401 Н08 Т 0408